# Ременицы
Ременицы — деревня Ивняковского сельского поселения Ярославского района Ярославской области России.

## География
Деревня находится на левом берегу реки Которосль в окружении сельскохозяйственных полей. На противоположном берегу реки находится деревня Горбуново. Является тупиковой деревней.

## История
В 2006 году деревня вошла в состав Ивняковского сельского поселения образованного в результате слияния Ивняковского и Бекреневского сельсоветов.

## Население
| 2007 | 2010 |
| ---- | ---- |
| 6    | ↘5   |

### Историческая численность населения
По состоянию на 1859 год в деревне было 9 домов и проживало 65 человек.
По состоянию на 1989 год в деревне проживало 13 человек.
По данным на 2011 год проживали 4 жителя

### Национальный и гендерный состав
Согласно результатам переписи 2002 года, в национальной структуре населения русские составляли 100 % из 6 чел., из них 3 мужчины, 3 женщины.
Согласно результатам переписи 2010 года население составляют 3 мужчины и 2 женщины.

## Инфраструктура
Основа экономики — личное подсобное хозяйство. По состоянию на 2021 год большинство домов используется жителями для постоянного проживания и проживания в летний период. Вода добывается жителями из личных колодцев. Имеется таксофон (около дома №12).
Почтовое отделение №150507, расположенное в посёлке Ивняки, на март 2022 года обслуживает в деревне 17 домов.

## Транспорт
Дорога к деревне начинается после поворота с «Ярославль-Ширинье» возле деревни Медведково. Проходит ряд населённых пунктов: Костино, Прикалитки, Воробьево.